# Juvrecourt
Juvrecourt ist eine französische Gemeinde mit 42 Einwohnern (Stand 1. Januar 2022) im Département Meurthe-et-Moselle in der Region Grand Est. Sie gehört zum Arrondissement Lunéville und zum Gemeindeverband Pays du Sânon.

## Geografie
Juvrecourt liegt auf 240 m Meereshöhe, etwa 20 Kilometer nördlich der Stadt Lunéville und etwa 30 Kilometer ostnordöstlich der Stadt Nancy. Im Norden grenzt das Gebiet der Gemeinde an das Département Moselle.
Das Gemeindegebiet umfasst einen Abschnitt des Loutre-Noire-Tales. Nördlich und südlich des Talbereiches steigt das Terrain allmählich an. Im Nordwesten leitet der Geländerücken Haut des Monts sowie das große Waldgebiet Forêt Domaniale de Bezange-la-Grande zum Seilletal über. Bis auf ein Waldstück im Norden (Bois Saint-Piamont) wird das Gemeindeareal durch große Ackerflächen geprägt.
Nachbargemeinden von Juvrecourt sind Moyenvic im Norden, Xanrey im Osten, Bezange-la-Petite im Südosten (Berührungspunkt), Réchicourt-la-Petite im Süden, Arracourt im Südwesten sowie Vic-sur-Seille im Nordwesten.

## Geschichte

Juvrecourt, Straßenansicht mit Kreuzerhöhungskirche im Jahr 1915

Der Ortsname stammt vermutlich vom gallischen gabros (=Ziege) mit dem häufig auftretenden Zusatz court (lateinisch curtis für Hof). Er änderte sich im Lauf der Jahrhunderte von Givricourt (1152) über Geveroucourt (1178), Gievrecourt, Gyevrecourt, Gieuvercourt (1476), Gieuvrecourt (1553) und Givrecourt (1600) zum heutigen Juvrecourt.
Die Gemeinde führt das ehemalige Wappen der Familie Aubertin, der ehemaligen Herren von Bathelémont und Juvrecourt. Dem Wappen hinzugefügt wurde ein silbernes Kreuz auf blauem Grund; es nimmt Bezug auf die örtliche Kreuzerhöhungskirche.
Das Dorf Juvrecourt lag von 1871 bis 1914 an der Grenze zum Deutschen Reich. Vor dem Deutsch-Französischen Krieg gehörte es zum Kanton Vic-sur-Seille. Nach dem Vertrag von Frankfurt entstand aus dem südlichen Teil dieses Kantons der neue Kanton Arracourt, der bei Frankreich verblieb und zu dem auch Juvrecourt gehört.

### Bevölkerungsentwicklung
| Jahr      | 1962 | 1968 | 1975 | 1982 | 1990 | 1999 | 2006 | 2012 | 2021 |
| Einwohner | 73   | 62   | 57   | 49   | 51   | 54   | 65   | 65   | 49   |

Im Jahr 1836 wurde mit 295 Bewohnern die bisher höchste Einwohnerzahl ermittelt. Die Zahlen basieren auf den Daten von cassini.ehess und INSEE.

## Sehenswürdigkeiten
In der Kreuzerhöhungskirche (Église de l’exaltation de la Sainte Croix) befindet sich eine 88 cm hohe Pietà aus Holz. Diese Skulptur stammt aus der Zeit um 1510 und wird einem Schüler von Tilman Riemenschneider zugeschrieben. Sie ist als Monument historique klassifiziert.

## Wirtschaft und Infrastruktur
Die Landwirtschaft spielt nach wie vor eine bedeutende Rolle in Juvrecourt. In Juvrecourt sind drei Landwirtschaftsbetriebe ansässig (Getreideanbau, Schweinehaltung).
In der nördlichen Nachbargemeinde Moyenvic treffen die Fernstraßen aus Lunéville, Sarrebourg, Metz und Nancy aufeinander.

## Belege
1. ↑  Dictionnaire topographique du département de la Meurthe p 98, Henri Lepage, 1862
2. ↑  Wappenherkunft auf genealogie-lorraine.fr (französisch, seit 2018 nicht mehr abrufbar)
3. ↑  Juvrecourt auf cassini.ehess
4. ↑  Juvrecourt auf INSEE
5. ↑  Eintrag auf www.culture.gouv.fr (französisch)
6. ↑  Landwirtschaftsbetriebe auf annuaire-mairie.fr (französisch)